# 狭耳鼠耳蝠
狭耳鼠耳蝠（学名：Myotis blythi）为蝙蝠科鼠耳蝠属的动物。在中国大陆，分布于广西、陕西、新疆、内蒙古等地。该物种的模式产地在印度。